# Glossostigma trichodes
Glossostigma trichodes är en gyckelblomsväxtart som beskrevs av Ferdinand von Mueller. Glossostigma trichodes ingår i släktet Glossostigma och familjen gyckelblomsväxter. Inga underarter finns listade i Catalogue of Life.